# Eutrypanus signaticornis
Eutrypanus signaticornis là một loài bọ cánh cứng trong họ Cerambycidae.